# Occupo poco spazio
Occupo poco spazio è un album discografico in studio della cantautrice Nada, pubblicato nel marzo 2014.

## Il disco
Il disco è stato registrato in presa diretta alle Officine Meccaniche di Milano con il contributo di Tommaso Colliva e con una piccola orchestra diretta da Enrico Gabrielli. L'album racconta storie d'amore, di solitudine, di scelte di vita.
Il singolo che ha anticipato l'uscita del disco è L'ultima festa, pubblicato nel gennaio 2014.
Tra i musicisti che hanno collaborato al disco vi sono Rodrigo D'Erasmo (violino, basso), Daniela Savoldi (violoncello), Roberto Dell'Era (basso), Marco Frezzato (oboe, corno), Enrico Gabrielli (pianoforte), Domenico Mamone (sax), Francesco Bucci (trombone), Alessandro Grazian (chitarra, basso), Paolo Ranieri (tromba), Sebastiano De Gennaro (percussioni), Beppe Mondini (batteria).
Nell'ottobre 2014 l'album viene inserito nella rosa dei finalisti per la Targa Tenco come "album dell'anno".

## Tracce
1. La mia anima – 5:12
2. Occupo poco spazio – 4:46
3. La terrorista – 4:46
4. L'ultima festa – 4:29
5. Questa vita cambierà – 3:14
6. Sonia – 4:27
7. Auguri – 5:46
8. Gente così – 2:54
9. Il tuo Dio – 3:52
10. Sulle rive del fiume – 4:22

## Classifiche
| Classifica | Posizione |
| ---------- | --------- |
| Italia     | 74        |